# Lutz Gade
Lutz Hans Gade  (* 18. Februar 1963 in Bonn) ist ein deutscher Chemiker. Er ist Professor für Anorganische Chemie und Direktor des Instituts für Anorganische Chemie an der Ruprecht-Karls-Universität Heidelberg.
Gade studierte an der Universität Bonn und der  TU München und wurde 1991 an der Universität Cambridge bei Jack Lewis promoviert. Danach war er an der Universität Würzburg, an der er sich 1996 habilitierte und Privatdozent war. 1998 wurde er ordentlicher Professor für Anorganische Chemie an der Universität Straßburg und Direktor des Labors für Organometallische Chemie und Katalyse. 2003 wurde er Professor in Heidelberg. Er war dort Dekan der Fakultät für Chemie und Sprecher des Sonderforschungsbereichs SFB 623 (Molekulare Katalyse). 
Er befasst sich mit Metallorganischer Chemie, homogener Katalyse und Koordinationschemie (stereoselektive Katalyse) sowie funktionaler Farbstoffchemie.
Er ist Mitglied der Heidelberger Akademie der Wissenschaften und seit 2000 des Institut universitaire de France, seit 2019 der Akademie der Wissenschaften und der Literatur, Mainz. 1997 erhielt er den Heinz-Maier-Leibnitz-Preis, 1999 den Akademiepreis der Göttinger Akademie der Wissenschaften, 1994 den ADUC-Preis und 1998 den Gerhard-Hess-Preis.

## Schriften
- Koordinationschemie, Wiley-VCH 1998
- Herausgeber mit P. Hofmann: Molecular Catalysts: Structure and Functional Design, Wiley-VCH 2014
- Herausgeber: Dendrimer Catalysis, Topics in Organometallic Chemistry 20, Springer 2006